# Ilva Mică
Ilva Mică è un comune della Romania di 3448 abitanti, ubicato nel distretto di Bistrița-Năsăud, nella regione storica della Transilvania.